# Green Lantern: Rebirth
«Зелёный Фонарь: Возрождение» (англ. Green Lantern: Rebirth) — ограниченная серия комиксов из шести выпусков, выпущенная компанией DC Comics, под авторством писателя Джеффом Джонсом и иллюстрирована художником Итана Ван Скивера. Выходила в период с октября 2004 по май 2005 года и включала в себя персонажей, фигурировавших в комиксах о Зелёных Фонарях на протяжении всей шестидесятилетней истории публикаций.
Сюжет «Возрождения» рассказывает о Зелёном Фонаре Серебряного Века Хэле Джордане и о его борьбе с паразитирующей сущностью —  Параллаксом, воплощением страха. Кроме этого, в сюжете участвуют члены Корпуса Зелёных Фонарей Гай Гарднер, Джон Стюарт и Кайл Райнер, Киловог, злодей Синестро и другие супергерои, а также вводятся новые особенности мифологии комиксов о Фонарях, такие как эмоциональный спектр силы.

## Сюжет
Начинают происходить серии странных инцидентов. С неба падает корабль, в котором туристы находят раненого Кайла Райнера, бормочущего «У него есть имя», а кольцо Кайла произносит «Параллакс идёт». Хэл Джордан, лишает руки злодея по имени Чёрная Рука. После этого  Хэл теряет способность сосредоточиться и чувствует, что что-то не так, и говорит об этом своему другу Оливеру Куину: «Это должно было случиться. Это не я. Я не тот, кто я есть». Внутри бывшего Зелёного Фонаря Гая Гарднера просыпается его вулдарианская сущность, и он взрывается. Дом Хэла Джордана в Кост-сити, который долгое время был разрушен, вернулся в своё прежнее состояние.
Когда Бэтмен, Супермен, Аквамен, Чудо-женщина, Затанна, Флэш и Джон Стюарт отправляются на Аэродром Феррис, где Хэл Джордан (в виде духа искупления Спектра) был со своей бывшей девушкой Кэрол Феррис, он говорит им, что ничего не знает о восстановлении Кост-сити. Неожиданно, Джон Стюарт впадает в ярость, пытась напасть на других героев, а его кольцо произносит «Параллакс идёт». Между тем, на Сторожевой Башне, штаб-квартире Лиги Справедливости на Луне, Зелёная Стрела дублирует кольцо, которое ему дал Хэл, и отдает дубликат Гаю Гарднеру, восстанавливая его в должности Зелёного Фонаря.
На шоссе Хилл, Зелёный Фонарь по имени Киловог по неизвестной причине нападает на Кайла Райнера. Гансет один из Стражей Вселенной, пытается защитить гроб с телом Хэла Джордана. Он и Киловог встречаются в схватке, а Райнер чувствует, что его кольцо начинает подчинять его своей воле. Гансет телепортируется на Сторожевую Башню вместе с Райнером и телом Хэла. А между тем, Джордан, будучи Спектром, пытается понять причину появления его старого дома в Кост-сити и сталкивается с Параллаксом, который пытается отделить Спектра от души Хэла и вступает с ним в битву.
Спектр рассказывает Хэлу правду о Параллаксе, а одновременно с этим в Сторожевой Башне Кайл Райнер рассказывает это Оливеру Куину. Райнер объясняет, что он посетил планету в секторе 3599, десятую по счету от звезды Пагаллус, жители которой рассказали ему, что Параллакс — космический паразит, который родился много миллиардов лет назад из жёлтого цвета эмоционального спектра силы, которая дает способность внушать великий страх. Он уничтожил множество цивилизаций и народов, пока Стражи Вселенной не заключили его в тюрьму в Центральной Батарее Силы зелёного цвета, так как сила воли — самая сильная сила спектра и только она смогла бы его сдержать. Долгое время он дремал внутри тюрьмы, скрываемый ото всех Стражами Вселенной, и именно он стал причиной того, что в зелёном кольце появилась жёлтая примесь, дающая слабость перед жёлтым цветом. Только человек, способный преодолеть страх, сможет справиться с жёлтым цветом, поэтому в свой Корпус Зелёных Фонарей Стражи искали претендентов именно основываясь на этом критерии.
Но спустя миллионы лет после заточения, Параллакс проснулся, ослабленный и голодный. Много лет, пока Джордан служил в Корпусе Зелёных Фонарей, Параллакс влиял на него изнутри Батареи, заставляя становиться уязвимым для жёлтой примеси. Влияние Параллакса привело к тому, что в волосах Хэла появились седые пряди. Параллакс смог завладеть Хэлом, когда тот потерял над собой контроль после уничтожения Кост-сити и последующего убийства членов Корпуса и Стражей. Когда Джордан уничтожил Центральную Батарею, он непреднамеренно освободил Параллакса. После этого, Гансет собрал осколки Центральной Батареи и осколки кольца Хэла и сделал из них новое кольцо, которое теперь принадлежит Кайлу Райнеру. Кольцо не обладает слабостью к жёлтому цвету, так как было сделано из Батареи уже после того, как её покинул Параллакс. После того, как Хэл Джордан, казалось бы, освободился от Параллакса, пожертвовав собой для того, чтобы спасти Солнце, он привлек духа искупления по имени Спектр, который и соединился с его душой чтобы помочь ему окончательно отделиться от жёлтого паразита.
Кроме того, выяснилось, что Синестро жив и не был убит Хэлом Джорданом во время его нападения на Корпус. Синестро послал к нему свою проекцию, а сам находился внутри Центральной Батареи. Оливер Куинн и Кайл Райнер напали на него, и Синестро рассказал, что использовал своё жёлтое квардианское кольцо чтобы разбудить Параллакса и заставить его завладеть Джорданом.
Лига Справедливости Америки, Общество Правосудия Америки пытаются атаковать Параллакса, но тот использует свою способность внушать страхи людям и отражает их атаки. победить Параллакса удается Спектру, который отделяет его от души Хэла Джордана. Нуждаясь в «сосуде» для существования, Параллакс нападает на Гансета, в то время как душа Хэла тянется к свету из загробной жизни и Гансету удается вернуть её в тело Хэла, находящееся в Сторожевой Башне. Хэл Джордан воскрес в качестве смертного человека и снова принял на себя обязанности Зелёного Фонаря, а белые пряди его волос снова стали коричневыми. Он напал на Синестро и между ними случилась масштабное сражение, на Луне и по всех звёздной системе. В итоге, Джордану удалось отправить ренегата обратно в Антиматериальную Вселенную на планету Квард. Джордан и Райнер отправляются в Кост-сити, где они, вместе с Джоном Стюартом, Гаем Гарднером, Гансетом и Киловогом снова отправляют Параллакса в заключение на планету Оа. Гансет говорит «Время пришло», намекая на восстановление Корпуса Зелёных Фонарей.
После всех событий, Бэтмен выказывает недоверие Джордану и неуверенность в том, что он, будучи Параллаксом, не отдавал себе отчет в своих действиях, но всё-таки признает возвращение Хэла. Джордан восстанавливает свои отношения с Кэрол Феррис и впервые с тех пор, как город был разрушен, он обрел спокойствие и мужество, для того, чтобы двигаться дальше и восстановить свою жизнь.
Одновременно с этим, в другом месте, в тюрьме Белл Рев, злодей Гектор Хаммонд узнает о воскрешении Джордана и радуется представившемуся шансу поквитаться с врагом.

### Последствия
Хэл Джордан воскрес и полностью освободился от Параллакса, который завладел им в сюжетной линии «Изумрудные сумерки». Спектр, оставшись без хозяина, позже появляется во время Бесконечного Кризиса в мини-серии «День Мести» (англ. Day of Vengeance.). Корпус Зелёных Фонарей и Стражи Вселенной, уничтоженные во время Изумрудных сумерек, снова переформированы и снова введены в сюжет. Подробнее о восстановлении Корпуса рассказывается в мини-серии «Зелёный Фонарь: Перезагрузка» (англ. Green Lantern Corps: Recharge).
Параллакс — источник жёлтой примеси в Центральной Батарее Силы и причина слабости зелёного цвета к жёлтому — был нейтрализован из Батареи, и впервые кольца силы Зелёных Фонарей перестали быть уязвимы.

## Отзывы критиков
Серия имела коммерческий успех, первый номер пережил четыре издания и был продан в количестве почти 157000 копий. Второй номер был переиздан дважды и разошёлся в количестве 122000 копий, а последующие номера были проданы в количестве около 106500, 108000, 115000, 114000 соответственно. Последний выпуск занял восьмое место в рейтинге продаж комиксов, и четвёртое место в рейтинге продаж DC Comics за месяц.
Тони Изабела, просмотрев серию в Comics Buyer’s Guide #1616 за май 2006 года, оценил её в 5 из 5 баллов, похвалив отличный сюжет, работу художника и отметив, что раскрытие правды о сущности Параллакса стало «одним из лучших поворотов сюжета» в комиксах о Зелёных Фонарях. Сайт ShakingThrough.net отметил, что в серии «много моментов, заслуживающих внимания», а конкретно — эпизод с описанием Параллакса. Те, кто оставил отрицательные отзывы о серии, увидели в ней «шаблонность сюжета», а Стивен Ройч из PopMatters.com добавил, что «похоже, будто рассказ писал восьмилетний ребенок, и позже стыдился написанного». Многолетний автор и поклонник серии Зелёный Фонарь Дижим Смит ответил на ряд вопросов для веб-журнала Shiny Shelf, в которых выразил мнение, что Серебряный Век в комиксах чересчур затянулся и он близится к концу. Шон Феррел из Numbmonkey.com назвал сюжетную линию «сильной», но не без недостатков, среди которых работа художника Итана Ван Скивера.
Успех серии «Зелёный Фонарь: Возрождение» принес признание команде Джеффа Джонса и Итана Ван Скивера, и позже под их авторством вышла другая классическая серия DC Comics под названием «Флэш: Возрождение» (англ. The Flash: Rebirth).